# Guy Dardenne
Guy Dardenne (Beauraing, 1954. október 19. –) Európa-bajnoki ezüstérmes belga labdarúgó.